# Weihai Airport
Weihai Airport (kinesiska: 威海大水泊机场) är en flygplats i Kina. Den ligger i provinsen Shandong, i den östra delen av landet, omkring 470 kilometer öster om provinshuvudstaden Jinan.
Runt Weihai Airport är det tätbefolkat, med 411 invånare per kvadratkilometer. Närmaste större samhälle är Wendeng, 15,7 km väster om Weihai Airport. Trakten runt Weihai Airport består till största delen av jordbruksmark.
Genomsnittlig årsnederbörd är 717 millimeter. Den regnigaste månaden är juli, med i genomsnitt 210 mm nederbörd, och den torraste är januari, med 14 mm nederbörd.